# Katmandu-völgy
A Katmandu-völgy (nepáliul: काठमाडौं उपत्यका) Nepálban található völgy. Ázsia ősi civilizációinak találkozási pontja. A területen közel 130 fontos történelmi emlék, hindu és buddhista zarándok hely található.
Kiterjedése mintegy 35 km kelet-nyugati irányban és 30 km észak-déli irányban, területe mintegy 950 km².  
Lakossága 2011-ben közel másfél millió fő volt.

## Látnivalók
Egy nem teljes lista a völgy nevezetes látnivalóiról: 

#### Bhaktapur körzet
- - Bhaktapur Durbar tér, Bhaktapur (UNESCO világörökség)
  - Changu Narayan-templom (UNESCO világörökség)
  - Doleshwor Mahadeva-templom
  - Kailashnath Mahadev

#### Kathmandu körzet
- - Pashupatinath-templom (UNESCO világörökség)
  - Adinath Lokeshwar-templom
  - Boudhanath-sztúpa (UNESCO világörökség)
  - Bagh Bhairab-templom
  - Dakshinkali-templom
  - Guhyeshwari-templom
  - Kathmandu Durbar tér, Katmandu (UNESCO világörökség)
  - Narayanhiti palotamúzeum
  - Ranipokhari
  - Swayambhunath-templom (UNESCO világörökség)
  - Uma Maheshwar-templom

#### Lalitpur körzet
- - Patan Durbar tér, Pátan (UNESCO világörökség)
  - Rato Macchindranath-templom, Bungmati

## Fordítás
- Ez a szócikk részben vagy egészben  a   Kathmandu Valley című angol Wikipédia-szócikk fordításán alapul.  Az eredeti cikk szerkesztőit annak laptörténete sorolja fel. Ez a jelzés csupán a megfogalmazás eredetét és a szerzői jogokat jelzi, nem szolgál a cikkben szereplő információk forrásmegjelöléseként.
- Ez a szócikk részben vagy egészben  a   Kathmandutal című német Wikipédia-szócikk fordításán alapul.  Az eredeti cikk szerkesztőit annak laptörténete sorolja fel. Ez a jelzés csupán a megfogalmazás eredetét és a szerzői jogokat jelzi, nem szolgál a cikkben szereplő információk forrásmegjelöléseként.